# Lexington Park
Lexington Park is een plaats (census-designated place) in de Amerikaanse staat Maryland, en valt bestuurlijk gezien onder St. Mary's County.

## Demografie
Bij de volkstelling in 2000 werd het aantal inwoners vastgesteld op 11.021.

## Geografie
Volgens het United States Census Bureau beslaat de plaats een oppervlakte van
21,0 km², waarvan 20,7 km² land en 0,3 km² water.

## Plaatsen in de nabije omgeving
De onderstaande figuur toont nabijgelegen plaatsen in een straal van 20 km rond Lexington Park.